# Yumemiru Fifteen
Yumemiru Fifteen (夢見る 15歳?  Un soñar de 15 Años), es el quinto sencillo, y el primer oficial de S/mileage. Fue lanzado el 26 de mayo de 2010 en ediciones limitadas A, limitadas B y regulares. Ambas ediciones limitadas vienen con DVD de bonificación. Las ediciones limitadas y la primera edición de la edición regular vienen con una serie tarjeta de número que, cuando se ingresa en una lotería, podría ganar un boleto para uno de los eventos de lanzamiento del single. El sencillo alcanzó el puesto número 5 en las listas de Oricon y se registró durante cuatro semanas, vendiendo 24,936 copias. El PAX JAPONICA GROOVE REMIX lanzado digitalmente el 18 de junio de 2010. 

## Lista de Canciones

### CD
- Yumemiru 15sai (夢見る 15歳)
- Thank You! Crème Brûlée no Yuujou (サンキュ!クレームブリュレの友情; ¡Gracias! La amistad de Creme Brulee)
- Yumemiru 15sai (Instrumental)

### Edición Limitada A
- Yumemiru Fifteen (Dance Shot Ver.)

### Edición Limitada B
- Yumemiru Fifteen (Another Ver.)

### Single V
- Yumemiru Fifteen (MV)
- Yumemiru Fifteen (Close-up Ver.)
- Making of (メイキング映像)

### Event V
- Yumemiru Fifteen (Wada Ayaka Close-up Ver.)
- Yumemiru Fifteen (Maeda Yuuka Close-up Ver.)
- Yumemiru Fifteen (Fukuda Kanon Close-up Ver.)
- Yumemiru Fifteen (Ogawa Saki Close-up Ver.)
- Yumemiru Fifteen (Wada Ayaka Dance Shot Ver.)
- Yumemiru Fifteen (Maeda Yuuka Dance Shot Ver.)
- Yumemiru Fifteen (Fukuda Kanon Dance Shot Ver.)
- Yumemiru Fifteen (Ogawa Saki Dance Shot Ver.)

## Miembros presentes
- Ayaka Wada
- Yuuka Maeda
- Kanon Fukuda
- Saki Ogawa